# ماریوش سیمبیدا
ماریوش سیمبیدا (به انگلیسی: Mariusz Siembida) (زادهٔ ۲۱ مارس ۱۹۷۵) شناگر اهل لهستان است.